# Salbutamol
El salbutamol (DCI) o (rarament, albuterol) és un agonista de receptor adrenèrgic beta 2 d'acció curta i ràpida usat per a l'alleujament del broncoespasme en malalties com l'asma o la malaltia pulmonar obstructiva crònica. A Espanya es comercialitza com a EFG, Ventolin, Salbuair, Aldobronquial i Ventoaldo.
El salbutamol va ser el primer agonista selectiu del receptor β₂ a ser comercialitzat - el 1968. Va ser venut per primer cop per Allen & Hanburys sota el nom de Ventolin. El medicament va ser un èxit instantani, i s'ha usat per al tractament de l'asma des de llavors.
El BOE va publicar el 13 de juny de 2020 el llistat de medicaments que el Ministeri de Sanitat considera «essencials» per combatre el coronavirus, entre els quals hi ha el salbutamol.